# كيم كينغ
كيم كينغ (بالإنجليزية: Kim King)‏ هو لاعب كرة قدم أمريكية أمريكي، ولد في 1945، وتوفي في 2004 بسبب ابيضاض الدم.